# Koninklijke Oosterberg BV
Koninklijke Oosterberg BV is een Nederlandse groothandel voor elektrotechnisch installatiemateriaal. 

## Geschiedenis
Het familiebedrijf Koninklijke Oosterberg startte in 1893, wanneer grondlegger Willem Oosterberg zich als pianostemmer laat inschrijven in het Handelsregister. Vier generaties Oosterberg later is het bedrijf uitgegroeid tot landelijke groothandel in elektrotechnisch installatiemateriaal. Sinds 2021 bevindt het hoofdkantoor zich – net als het distributiecentrum – aan de IJsseldijk in Apeldoorn.

#### Het begin: piano’s stemmen
Op 14 augustus 1893 laat Willem Oosterberg zich als pianostemmer inschrijven in het Handelsregister, waarna hij zich vestigt aan de Beukerstraat 45 te Zutphen. Hier ontstaat al snel een handel in uiteenlopende muziekinstrumenten, van piano’s tot traporgels. Binnen enkele jaren breidt Oosterberg zowel de ruimte als de werkzaamheden uit: hij verdeelt de voorraad over vier panden in de binnenstad van Zutphen en verkoopt niet alleen muziekinstrumenten, maar verhuurt ook piano’s en vleugels aan concertzalen en evenementen. De kostbare goederen worden met paard en wagen naar de beoogde locaties vervoerd. Zo ontwikkelt Willem Oosterberg aan het eind van de negentiende eeuw een veelzijdig ondernemerschap: van (groot)handel tot verhuur, fabricage en onderhoud.

#### Willem, Willem en Willem
In 1900 wordt zoon Willem geboren, die zich 23 jaar later officieel bij het bedrijf voegt. In die jaren wordt de radio steeds meer gemeengoed en een geduchte concurrent van de piano. Vader en zoon Oosterberg richten zich daarom al snel ook op de verkoop van radio’s en radio-onderdelen. Daarnaast verzorgen ze, op aanvraag van Philips (waarmee Willem sinds de vroege jaren zaken doet) de radiodistributie in Zutphen en omstreken: een bedrade connectie veel goedkoper dan het radiotoestel én de voorganger van de kabeltelevisie.
In 1925 wordt Willem geboren, zoon van Willem en kleinzoon van Willem senior. De zaken gaan goed, maar Willem senior overlijdt een paar jaar later (1933). Hij laat het bedrijf na aan zijn drie kinderen, waarna zoon Willem zijn zussen uitkoopt en als enig aandeelhouder verdergaat. Na de oorlog wijzigt hij de koers: de piano’s worden volledig ingeruild voor elektrische apparaten. Het aantal vestigingen van de groothandel groeit dan snel: Oosterberg is inmiddels gevestigd in Apeldoorn, Nijmegen, Doetinchem, Almelo, Utrecht, Amsterdam en Rotterdam.  
Wegens een broze gezondheid stopt Willem in 1964 met werken. Hij overlijdt in 1974. In die jaren wordt een interim bestuur aangesteld. De jongste Willem is diplomaat voor het Ministerie van Buitenlandse Zaken en mag in die rol geen zakelijke nevenwerkzaamheden verrichten. Pas na zijn pensioen in 1987 neemt hij actief de leiding van Oosterberg op zich. Zijn visie? Zo min mogelijk bureaucratie, want daar had hij als ambtenaar lang genoeg mee te maken gehad. Ook is hij een voorstander van eigen verantwoordelijkheid en luistert hij aandachtig naar de mening van de medewerkers. Willem Oosterberg leidt het bedrijf uiteindelijk tot zijn 78e. Roerige jaren, waarin ook bezuinigingen en krimp voorkomen. Maar hij sluit zijn carrière af met een periode van groei en vijf nieuwe vestigingen. Willem overlijdt in 2005. 

#### Focus op elektrotechniek
Flip Oosterberg, de vierde generatie, komt in het jaar 2000 aan het roer te staan. Toch speelde hij al eerder een rol bij de ontwikkelingen binnen Oosterberg. In de jaren ’70 ontstaat het specialisme elektrotechniek, wanneer installatiematerialen aan het assortiment worden toegevoegd. Mede door de opkomst van inkoopgroepen en grote winkelketens op het gebied van elektrische apparaten, besluiten vader Willem en zoon Flip (op dat moment net afgestudeerd als econoom) eind jaren ’80 om de focus helemaal te verleggen naar elektrotechniek. Na deze koerswijziging ontwikkelt Oosterberg zich aan het begin van de 21e eeuw van regionale speler in de markt tot groothandel met landelijke dekking. 

#### Distributiecentrum in Apeldoorn
In 2015 wordt het magazijn aan de Pollaan in Zutphen verruild voor een nieuw distributiecentrum in Apeldoorn. In het pand, gevestigd aan de IJsseldijk op bedrijventerrein Ecofactorij, wordt een OSR (Order Storage & Retrieval) systeem aangelegd waarmee 75% van het kleingoed geautomatiseerd wordt gepakt. Deze stap maakt het voor Oosterberg mogelijk om haar diensten uit te breiden: het bedrijf start vanuit deze nieuwe locatie met het leveren van logistieke diensten voor derden. 

#### 2018: jubileumjaar met koninklijke onderscheiding
In 2018 viert Oosterberg haar 125-jarig bestaan én wordt het bedrijf onderscheiden met het predicaat ‘Koninklijk’. Tijdens het jubileumfeest op 2 juni 2018 kent Annemieke Vermeulen, burgemeester van Zutphen, het bedrijf namens Zijne Majesteit Koning Willem-Alexander deze erenaam toe. Sindsdien wordt officieel gesproken van Koninklijke Oosterberg.  

## Heden
De pianostemmer aan de Beukerstraat te Zutphen is uitgegroeid tot de grootste Nederlandse speler op de groothandelsmarkt voor elektrotechnisch installatiemateriaal. Met 21 vestigingen verspreid door Nederland en een groot distributiecentrum in Apeldoorn. In veel vestigingen is overigens nog steeds een piano of orgel te vinden, voorzien van het metalen merkplaatje ‘W. Oosterberg’. 

#### Aanstelling nieuwe algemeen directeur
Met ingang van 1 januari 2021 wordt George Rietbergen aangesteld als algemeen directeur van Oosterberg. Hij volgt Flip Oosterberg op, die wel zitting blijft houden in de directie. 

#### Hoofdkantoor in Apeldoorn
Na vele jaren aan de Pollaan in Zutphen is het hoofdkantoor van Oosterberg begin 2021 verhuisd naar Apeldoorn. Het nieuwe hoofdkantoor bevindt zich naast het distributiecentrum, aan de IJsseldijk 2 te Apeldoorn. 

#### Transport
Oosterberg heeft als enige landelijke Nederlandse groothandel het transport volledig in eigen beheer, met 60 chauffeurs verdeeld over 21 vestigingen. De Oosterberg-vrachtwagens bevoorraden vanuit Apeldoorn alle vestigingen in de nacht, evenals een aantal nachtklanten. 

#### Business Units
Sinds 2014 richt Oosterberg zich behalve op de installatiemarkt ook op machinebouwers, industrie en de beveiligingsmarkt. Speciale Oosterberg-teams ondersteunen klanten in vraagstukken rondom besturingstechniek en beveiligingstechniek. De teams organiseren ook trainingen en webinars voor de industriesector en beveiligingsmarkt.

#### Ronde van Oosterberg
In 2019 trof Oosterberg alle voorbereidingen voor de eerste editie van de Ronde van Oosterberg, die in 2020 zou plaatsvinden. Het idee: 20 fietsetappes door Nederland, van vestiging naar vestiging, verspreid over 20 dagen. Een reeks evenementen voor het goede doel: inschrijfgeld en sponsoring komen geheel ten goede aan stichting Spieren voor Spieren. Nadat de coronapandemie een streep zette door de plannen voor 2020 en 2021, staat de eerste Ronde van Oosterberg momenteel gepland in het voorjaar van 2022.